# Filmografia Cezarego Pazury
Filmografia Cezarego Pazury obejmuje role w 71 filmach i 26 serialach, a także film Weekend i odcinek serialu Faceci do wzięcia, które wyreżyserował, jak też liczne role dubbingowe w filmach, serialach i grach komputerowych.

## Filmografia

### Aktor
| Filmy fabularne |                                                        |                                                      |                                                                    |
| Rok             | Tytuł                                                  | Rola                                                 | Reżyseria                                                          |
| 1986            | Czarne Stopy                                           | „Puma”                                               | Waldemar Podgórski                                                 |
| 1986            | Pogrzeb lwa                                            | żołnierz niemiecki legitymujący Henryka              | Jan Rutkiewicz                                                     |
| 1989            | Deja vu                                                | niemiecki cyklista                                   | Juliusz Machulski                                                  |
| 1991            | Cynga                                                  | Polak ratujący Andrzeja w łagrze                     | Leszek Wosiewicz                                                   |
| 1991            | Kroll                                                  | kpr. Edward Wiaderny                                 | Władysław Pasikowski                                               |
| 1991            | V.I.P.                                                 | Małyszko                                             | Juliusz Machulski                                                  |
| 1991            | Rozmowy kontrolowane                                   | żołnierz kontrolujący autokar z koszykarkami         | Sylwester Chęciński                                                |
| 1992            | Czarne słońca                                          | Jan                                                  | Jerzy Zalewski                                                     |
| 1992            | Enak                                                   |                                                      | Sławomir Idziak                                                    |
| 1992            | Kawalerskie życie na obczyźnie                         | robotnik Wielgos                                     | Andrzej Barański                                                   |
| 1992            | Pamiętnik znaleziony w garbie                          | sąsiad Janka w 1981 roku                             | Jan Kidawa-Błoński                                                 |
| 1992            | Pierścionek z orłem w koronie                          | por. UB Kosior                                       | Andrzej Wajda                                                      |
| 1992            | Psy                                                    | ppor. SB Waldemar „Nowy” Morawiec                    | Władysław Pasikowski                                               |
| 1992            | Wielka wsypa                                           | działacz opozycji                                    | Jan Łomnicki                                                       |
| 1992            | Zwolnieni z życia                                      | milicjant                                            | Waldemar Krzystek                                                  |
| 1992            | Feliks Dzierżyński ląduje w Warszawie                  |                                                      | Krzysztof Magowski                                                 |
| 1992            | 1968. Szczęśliwego Nowego Roku                         | milicjant                                            | Jacek Bromski                                                      |
| 1993            | Balanga                                                | sierżant                                             | Łukasz Wylężałek                                                   |
| 1993            | Człowiek z...                                          | Bolek Rylski                                         | Konrad Szołajski                                                   |
| 1993            | Dwa księżyce                                           | malarz Paweł                                         | Andrzej Barański                                                   |
| 1993            | Kraj świata                                            | SB-ek                                                | Maria Zmarz-Koczanowicz                                            |
| 1993            | Lepiej być piękną i bogatą                             | strażak                                              | Filip Bajon                                                        |
| 1993            | Polski crash                                           | cinkciarz Stanisław                                  | Kaspar Heidelbach                                                  |
| 1993            | Pożegnanie z Marią                                     | Tomasz                                               | Filip Zylber                                                       |
| 1993            | Trzy kolory. Biały                                     | właściciel kantoru                                   | Krzysztof Kieślowski                                               |
| 1993            | Tylko strach                                           | Andrzej, prowadzący spotkania klubu „AA”             | Barbara Sass                                                       |
| 1993            | Uprowadzenie Agaty                                     | policjant w stogu siana                              | Marek Piwowski                                                     |
| 1994            | Oczy niebieskie                                        | Wielki Wódz we śnie                                  | Waldemar Szarek                                                    |
| 1994            | Polska śmierć                                          | Osso                                                 | Waldemar Krzystek                                                  |
| 1994            | Psy 2. Ostatnia krew                                   | Waldemar „Nowy” Morawiec                             | Władysław Pasikowski                                               |
| 1995            | Nic śmiesznego                                         | Adaś Miauczyński                                     | Marek Koterski                                                     |
| 1995            | Tato                                                   | Cezary Kujawski                                      | Maciej Ślesicki                                                    |
| 1995            | Wielki Tydzień                                         | Piotrowski                                           | Andrzej Wajda                                                      |
| 1996            | Dzieci i ryby                                          | reżyser Wiktor                                       | Jacek Bromski                                                      |
| 1996            | Aniołek                                                | Andrzej                                              | Helke Misselwitz                                                   |
| 1996            | Słodko gorzki                                          | trener                                               | Władysław Pasikowski                                               |
| 1996            | Wirus                                                  | Michał                                               | Jan Kidawa-Błoński                                                 |
| 1997            | Kiler                                                  | Jurek Kiler                                          | Juliusz Machulski                                                  |
| 1997            | Sara                                                   | Cezary                                               | Maciej Ślesicki                                                    |
| 1997            | Szczęśliwego Nowego Jorku                              | Leszek „Azbest”                                      | Janusz Zaorski                                                     |
| 1997            | Sztos                                                  | „Synek” Czarnecki                                    | Olaf Lubaszenko                                                    |
| 1999            | Kiler-ów 2-óch                                         | Jurek Kiler                                          | Juliusz Machulski                                                  |
| 1999            | Kiler-ów 2-óch                                         | płk Jose Arcadio Morales                             | Juliusz Machulski                                                  |
| 1999            | Ajlawju                                                | Adam Miauczyński                                     | Marek Koterski                                                     |
| 2000            | Chłopaki nie płaczą                                    | Fred                                                 | Olaf Lubaszenko                                                    |
| 2000            | Zakochani                                              | Szczepan Zadymek                                     | Piotr Wereśniak                                                    |
| 2002            | E=mc²                                                  | Ramzes                                               | Olaf Lubaszenko                                                    |
| 2002            | Kariera Nikosia Dyzmy                                  | Nikoś Dyzma                                          | Jacek Bromski                                                      |
| 2002            | Dzień świra                                            | facet na ulicy                                       | Marek Koterski                                                     |
| 2003            | Show                                                   | Czarek                                               | Maciej Ślesicki                                                    |
| 2003            | Nienasycenie                                           | Kocmołuchowicz                                       | Wiktor Grodecki                                                    |
| 2003            | Nienasycenie                                           | ojciec Zypcia                                        | Wiktor Grodecki                                                    |
| 2003            | Nienasycenie                                           | Putrycydes Tengier                                   | Wiktor Grodecki                                                    |
| 2003            | Magiczna Gwiazda                                       | Archibald (głos)                                     | Wiesław Zięba                                                      |
| 2005            | Emilia                                                 | Indiana Dżones                                       | Piotr Matwiejczyk                                                  |
| 2006            | Ja wam pokażę!                                         | Tomasz Kozłowski                                     | Denis Delić                                                        |
| 2008            | Lejdis                                                 | narrator (głos)                                      | Tomasz Konecki                                                     |
| 2009            | Złoty środek                                           | Stefan                                               | Olaf Lubaszenko                                                    |
| 2009            | Piotrek trzynastego                                    | strażnik leśny                                       | Piotr Matwiejczyk                                                  |
| 2010            | Belcanto                                               | Mariusz                                              | Ryszard Maciej Nyczka                                              |
| 2010            | Skrzydlate świnie                                      | Krzysztof Dzikowski                                  | Anna Kazejak                                                       |
| 2011            | Sztos 2                                                | „Synek” Czarnecki                                    | Olaf Lubaszenko                                                    |
| 2012            | Felix, Net i Nika oraz Teoretycznie Możliwa Katastrofa | Manfred (głos)                                       | Wiktor Skrzynecki                                                  |
| 2013            | Polowanie na owce (etiuda szkolna)                     | Pan Dom                                              | Rafał Kot                                                          |
| 2014            | Antyterapia                                            | Marecki                                              | Bartosz Brzeskot                                                   |
| 2016            | Papierowe gody                                         | terapeuta                                            | Piotr Matwiejczyk                                                  |
| 2016            | Tatuś (etiuda szkolna)                                 | ojciec                                               | Katarzyna Babicz                                                   |
| 2016            | Pierwszy dzień lata                                    | Jan                                                  | Krzysztof Liwiński                                                 |
| 2017            | Dwie korony                                            | Władysław Zenon Żebrowski                            | Michał Kondrat                                                     |
| 2017            | Tabliczka mnożenia                                     | ojciec                                               | Youssef Ouarrak                                                    |
| 2017            | Volta                                                  | dąbrowszczak Jędrek                                  | Juliusz Machulski                                                  |
| 2017            | Volta                                                  | Złotousty                                            | Juliusz Machulski                                                  |
| 2018            | Pitbull. Ostatni pies                                  | Gawron                                               | Władysław Pasikowski                                               |
| 2018            | Gdyby zachłanność była człowiekiem...                  | Zachłanność                                          | Igor Leśniewski                                                    |
| 2019            | Diablo. Wyścig o wszystko                              | Jarosz                                               | Michał Otłowski Daniel Markowicz                                   |
| 2019            | Kurier                                                 | lokator                                              | Władysław Pasikowski                                               |
| 2020            | Psy 3. W imię zasad                                    | Waldemar „Nowy” Morawiec                             | Władysław Pasikowski                                               |
| 2020            | Futro z misia                                          | agent Dzik                                           | Kacper Anuszewski Michał Milowicz                                  |
| 2020            | Listy do M. 4                                          | Arek                                                 | Patrick Yoka                                                       |
| 2021            | Druga połowa                                           | Zbigniew Biernat                                     | Łukasz Wiśniewski                                                  |
| 2022            | Gorzko, gorzko!                                        | „Posępna gęba”                                       | Tomasz Konecki                                                     |
| 2022            | Apokawixa                                              | strażnik Wacek                                       | Xawery Żuławski                                                    |
| 2022            | Kryptonim Polska                                       | szef Staszka                                         | Piotr Kumik                                                        |
| 2023            | Ludzie                                                 | Polak                                                | Maciej Ślesicki                                                    |
| 2024            | Powstaniec 1863                                        | książę Władimir Czerkasski                           | Tadeusz Syka                                                       |
| 2024            | Fuks 2                                                 | Mirosław Bychawski                                   | Maciej Dutkiewicz                                                  |
| Seriale         |                                                        |                                                      |                                                                    |
| 1988–1991       | Pogranicze w ogniu                                     | Czarek Adamski                                       | Andrzej Konic                                                      |
| 1992            | Kuchnia polska                                         | policjant pałujący Jacka (odc. 4)                    | Jacek Bromski                                                      |
| 1992            | Aby do świtu...                                        | nadpost. Andrzej                                     | Radosław Piwowarski Krzysztof Gruber                               |
| 1992            | Żegnaj, Rockefeller                                    | Fredek (odc. 1-2)                                    | Waldemar Szarek                                                    |
| 1993            | Wow                                                    | Max Usher                                            | Jerzy Łukaszewicz Ryszard Zatorski                                 |
| 1993            | Trzy dni aby wygrać                                    | Jerzy (odc. 5)                                       | Wiktor Skrzynecki                                                  |
| 1994            | Tatort                                                 | detektyw Maciek Juskowiak (odc. 298: Ostwärts)       | Oliver Hirschbiegel                                                |
| 1997–1998       | 13 posterunek                                          | post. Cezary Cezary                                  | Maciej Ślesicki                                                    |
| 2000            | 13 posterunek 2                                        | post. Cezary Cezary                                  | Maciej Ślesicki                                                    |
| 2002            | Klan                                                   | Jurek Kiler (odcinek specjalny)                      | Wojciech Niżyński                                                  |
| 2003–2005       | Czego się boją faceci, czyli seks w mniejszym mieście  | Gustaw Milski                                        | Wiktor Grodecki Grzegorz Kempinsky Maciej Żak                      |
| 2006            | Oficerowie                                             | podinsp. Marek Sznajder                              | Maciej Dejczer                                                     |
| 2006            | Faceci do wzięcia                                      | Wiktor                                               | Janusz Kondratiuk Olaf Lubaszenko Cezary Pazura Adek Drabiński     |
| 2006            | Niania                                                 | Tadeusz (odc. 26)                                    | Jurek Bogajewicz                                                   |
| 2008            | Trzeci oficer                                          | podinsp. Marek Sznajder                              | Maciej Dejczer                                                     |
| 2011            | Siła wyższa                                            | szef Doroty (odc. 1, 3)                              | Wojciech Adamczyk                                                  |
| 2013            | Hotel 52                                               | płk SB Sulima (odc. 83)                              | Michał Kwieciński Grzegorz Kuczeriszka                             |
| 2014            | Ojciec Mateusz                                         | Bogdan Wiślicki                                      | różni                                                              |
| 2015            | Przypadki Cezarego P.                                  | Cezary P.                                            | Maciej Ślesicki                                                    |
| 2015            | Aż po sufit!                                           | Andrzej Domirski                                     | Bartosz Konopka Julia Kolberger                                    |
| 2015            | Jak uratować mamę                                      | kanclerz (głos)                                      | Daniel Zduńczyk Marcin Męczkowski                                  |
| 2016            | Powiedz tak!                                           | mec. Oskar Adamczyk                                  | Patrick Yoka Robert Wichrowski                                     |
| 2017            | Belle Epoque                                           | bokser Wiktor Pronobis (odc. 7)                      | Michał Gazda                                                       |
| 2018            | Ucho Prezesa                                           | Donald z Brukseli                                    | Tadeusz Śliwa                                                      |
| 2018            | Trzecia połowa                                         | „Zibi”                                               | Kristoffer Rus                                                     |
| 2018            | Ślepnąc od świateł                                     | Mariusz Fajkowski                                    | Krzysztof Skonieczny                                               |
| 2019            | Żmijowisko                                             | Kajetan Rybak                                        | Łukasz Palkowski                                                   |
| 2020            | W głębi lasu                                           | dziennikarz Krzysztof Dunaj-Szafrański (odc. 1, 4-6) | Leszek Dawid Bartosz Konopka                                       |
| 2021            | Chyłka                                                 | Feliks                                               | Łukasz Palkowski Marek Wróbel                                      |
| 2021–2023       | Sexify                                                 | Marek Nowicki                                        | Kalina Alabrudzińska Piotr Domalewski                              |
| 2021–2022       | Tajemnica zawodowa                                     | Andrzej Żurawski                                     | Marek Lechki Kristoffer Rus Grzegorz Kuczeriszka Tomasz Szafrański |
| od 2023         | Teściowie                                              | Zenon Nagórski                                       | Grzegorz Kuczeriszka Krzysztof Jaroszyński                         |
| 2025            | Aniela                                                 | mecenas Marecki                                      | Jakub Piątek Kuba Czekaj                                           |

### Polski dubbing
| Filmy i seriale |                                                      |                                                         |
| Rok             | Tytuł                                                | Rola                                                    |
| 1990            | Historie biblijne                                    | właściciel powozu (odc. 3)                              |
| 1990            | Bouli                                                | Korsarz                                                 |
| 1991            | Denver, ostatni dinozaur                             | Wielki Rinaldo (odc. 7)                                 |
| 1991            | Chip i Dale: Brygada RR                              | Louis, szczur z bandy Francisa (odc. 35)                |
| 1991            | Chip i Dale: Brygada RR                              | jeden z ministrów cesarza (odc. 36)                     |
| 1991            | Chip i Dale: Brygada RR                              | gołąb, który widział, jak zmniejszają pomnik (odc. 39)  |
| 1991            | Łebski Harry                                         | pracownik zoo (odc. 85)                                 |
| 1992            | Ulisses 31                                           | członek Rady Czterech (odc. 21)                         |
| 1992            | Ulisses 31                                           | przechodzień dyskutujący o powrocie Odyseusza (odc. 23) |
| 1992            | Ulisses 31                                           | Charon (odc. 26)                                        |
| 1992            | Starcom: kosmiczne siły zbrojne Stanów Zjednoczonych | płk Paul „Drągal” Corbin                                |
| 1992            | Diplodo                                              |                                                         |
| 1997            | Zakochany kundel (druga wersja dubbingu)             | Tramp                                                   |
| 2001            | Zakochany kundel II: Przygody Chapsa                 | Tramp                                                   |
| 2002            | Stacja kosmiczna                                     | narrator                                                |
| 2002            | Epoka lodowcowa                                      | Sid                                                     |
| 2002            | Asterix i Obelix: Misja Kleopatra                    | Numernabis                                              |
| 2004            | Looney Tunes znowu w akcji                           | Prezes ACME                                             |
| 2004            | Rybki z ferajny                                      | Oscar                                                   |
| 2005            | Kurczak Mały                                         | Specek Zawiotki                                         |
| 2006            | Epoka lodowcowa 2: Odwilż                            | Sid                                                     |
| 2008            | Asterix na olimpiadzie                               | Numernabis                                              |
| 2008            | Lucky Luke na Dzikim Zachodzie                       | Lucky Luke                                              |
| 2009            | Epoka lodowcowa 3: Era dinozaurów                    | Sid                                                     |
| 2009            | Prawdziwa historia Kota w Butach                     | szambelan                                               |
| 2009            | Odlot                                                | As                                                      |
| 2009            | Nadzwyczajna misja Asa                               | As                                                      |
| 2010            | Alicja w Krainie Czarów                              | Szalony Kapelusznik                                     |
| 2010            | Shrek Forever                                        | Rumpelstiltskin                                         |
| 2011            | Gnomeo i Julia                                       | Faflamingo                                              |
| 2011            | Happy Feet: Tupot małych stóp 2                      | Sven                                                    |
| 2011            | Epoka lodowcowa: Mamucia gwiazdka                    | Sid                                                     |
| 2012            | Goryl Śnieżek w Barcelonie                           | Dżambo                                                  |
| 2012            | Epoka lodowcowa 4: Wędrówka kontynentów              | Sid                                                     |
| 2012            | Na tropie Marsupilami                                | Pablito Camaron                                         |
| 2013            | Tedi i poszukiwacze zaginionego miasta               | Freddy                                                  |
| 2014            | Skubani                                              | Franek                                                  |
| 2014            | Gang Wiewióra                                        | Wiewiór                                                 |
| 2015            | W głowie się nie mieści                              | Strach                                                  |
| 2015            | Pierwsza randka Riley?                               | Strach                                                  |
| 2016            | Kosmiczna wiewiórstrofa                              | Sid                                                     |
| 2016            | Epoka lodowcowa: Wielkanocne niespodzianki           | Sid                                                     |
| 2016            | Alicja po drugiej stronie lustra                     | Szalony Kapelusznik                                     |
| 2016            | Epoka lodowcowa 5: Mocne uderzenie                   | Sid                                                     |
| 2017            | Piraci z Karaibów: Zemsta Salazara                   | kapitan Jack Sparrow                                    |
| 2017            | Gang Wiewióra 2                                      | Wiewiór                                                 |
| 2021            | Nasze magiczne Encanto                               | Bruno Madrigal                                          |
| 2022            | Kierunek: Księżyc!                                   | Żukosław                                                |
| 2023            | Widzew. Razem Tworzymy Siłę.                         | narrator                                                |
| 2023            | Ahsoka                                               | Wielki Admirał Thrawn                                   |
| 2023            | Było sobie studio                                    | Szalony Kapelusznik                                     |
| Gry komputerowe |                                                      |                                                         |
| 2000            | Hokus Pokus Różowa Pantera                           | Różowa Pantera                                          |
| 2001            | Na kłopoty Pantera                                   | Różowa Pantera                                          |
| 2005            | Chłopaki nie płaczą                                  | Fred                                                    |
| 2006            | Epoka lodowcowa 2: Odwilż                            | Sid                                                     |
| 2009            | Epoka lodowcowa 3: Era dinozaurów                    | Sid                                                     |
| 2009            | Jak & Daxter: Zaginiona granica                      | Daxter                                                  |
| 2010            | Battlefield: Bad Company 2                           | szeregowy Terrence Sweetwater                           |
| 2012            | PlayStation All-Stars: Battle Royale                 | Daxter                                                  |

### Reżyseria
| Filmy i seriale |                   |                            |
| Rok             | Tytuł             | Tytuł                      |
| 2007            | Faceci do wzięcia | odc. 23 Sen sprawiedliwych |
| 2010            | Weekend           | Weekend                    |